# Vardar
Il Vardar (in macedone Bардаp?, Vardar; in albanese lumi i Vardarit; in greco antico: Ἀξιός?, Axiós; in greco Βαρδάρης?, Vardárīs o Aξιός/Axiós, da cui l'italiano Assio; in latino Axius) è un fiume dell'Europa sud-orientale lungo circa 388 chilometri.

## Geografia
Il suo bacino è di circa 25.000 km². Il fiume nasce nei rilievi nord-occidentali della Macedonia del Nord presso la città di Gostivar e inizialmente scorre verso nord. Poco prima del confine con il Kosovo si dirige dapprima a est e poi verso sud-est mantenendo questa direzione fino al delta nel Mar Egeo poco a ovest di Salonicco in Grecia.
Il Vardar attraversa Skopje, la capitale della Macedonia del Nord, e la sua vallata costituisce un'importante via di comunicazione nel Paese, è infatti percorsa dalla più importante tratta ferroviaria della regione (la linea Belgrado–Skopje–Salonicco) e dall'autostrada che attraversa il Paese da nord a sud.

## Omaggi
La squadra di calcio macedone del Vardar trae il proprio nome da quella del fiume.